# Helvibotys pucilla
Helvibotys pucilla là một loài bướm đêm trong họ Crambidae.